# SAYUMINGLANDOLL〜マインとパンゴー〜
『SAYUMINGLANDOLL〜マインとパンゴー〜』（サユミンランドール〜マインとパンゴー〜）は、2024年4月3日にアップフロントワークス（UP-FRONT WORKSレーベル）から発売された道重さゆみの3枚目のオリジナル・アルバム。

## 収録曲
全編曲：大久保薫
1. 青空09 (4:05)
作詞：大森靖子
作曲：K2-Dee
2. ちーぎゅう♡ (3:01)
作詞・作曲：大森靖子
3. True Name (3:59)
作詞：星部ショウ
作曲：K2-Dee
4. へゔんな人たちに捧げる歌 (3:24)
作詞・作曲：ありぼぼ
5. フレンズレンズ (4:41)
作詞・作曲：大森靖子
6. オトメ・テイクオフ (4:40)
作詞：児玉雨子
作曲：K2-Dee
7. 白いbeautiful (5:31)
作詞・作曲：大森靖子
8. 好♡フルーツランド (3:07)
作詞・作曲：ありぼぼ
9. エキゾチック・フラワー (4:06)
作詞・作曲：星部ショウ
10. アンカウンタブル・ユー (4:30)
作詞：児玉雨子
作曲：K2-Dee
編曲：大久保薫
11. キュン or NOT (3:54)
作詞：児玉雨子
作曲：K2-Dee
12. unknown cloud (4:34)
作詞：大森靖子
作曲：K2-Dee
13. マインとパンゴー (4:37)
作詞：大森靖子、作曲：K2-Dee